# Bursztynkowate
Bursztynkowate (Succineidae) – rodzina wszystkożernych ślimaków płucodysznych z rzędu trzonkoocznych (Stylommatophora), o niemal kosmopolitycznym zasięgu występowania. Charakteryzują się dość dużym ciałem, którego nie mogą w całości ukryć w muszli, oraz obecnością 2 par czułków. Ich muszla ma najczęściej barwę bursztynu, a ciało jest żółtawo-szare lub prawie czarne. Występują w środowiskach bardzo wilgotnych, rzadko w suchych. Wśród przedstawicieli tej rodziny znane są przypadki kanibalizmu.
W Polsce występują cztery gatunki, a występowanie piątego, objętej ochroną bursztynki piaskowej, podawane jest w wątpliwość. Dawniej podawano z Polski jeszcze jeden gatunek (Oxyloma dunkeri), którego współczesne występowanie nie zostało potwierdzone.

## Systematyka
Wyróżniane są 2 podrodziny:
- Succineinae
- Catinellinae

Rodzajem typowym rodziny jest Succinea.